# Hypochnella
Hypochnella J. Schröt. (nalotniczka) – rodzaj grzybów z rodziny błonkowatych (Atheliaceae). Należą do niego dwa gatunki, w Polsce występuje jeden.

## Charakterystyka
Grzyby kortycjoidalne o bazydiokarpie rozpostartym, przyrośniętym z gładkim, fioletowym, po wyschnięciu brązowym hymenoforem. System strzępkowy monomityczny, strzępki z prostymi przegrodami, rozgałęzione pod kątem prostym, strzępki podstawne grubościenne, z brązowawymi ścianami, strzępki podbłonowe cienkościenne. Cystyd brak. Podstawki cylindryczne, na środku lekko zwężone, 4-sterygmowe z prostą przegrodą u podstawy. Bazydiospory wąsko elipsoidalne do jajowatych, gładkie, grubościenne, brązowawe do fioletowych, nieco amyloidalne.
Hypochnella charakteryzuje się fioletowym i gładkim owocnikiem, szerokimi strzępkami rozgałęzionymi pod kątem prostym z prostymi przegrodami, oraz strzępkami podstawnymi o barwie od brązowej do fioletowej. Powiązania filogenetyczne Hypochnella są niejasne.

## Systematyka i nazewnictwo
Pozycja w klasyfikacji według Index Fungorum: Atheliaceae, Atheliales, Agaricomycetidae, Agaricomycetes, Agaricomycotina, Basidiomycota, Fungi.
Polską nazwę nadał Władysław Wojewoda w 1999.
Gatunki:
- Hypochnella verrucispora G. Coelho, Douanla-Meli, G. Langer & Langer 2010
- Hypochnella violacea Auersw. ex J. Schröt. 1888 – nalotniczka fioletowa

Wykaz gatunków i nazwy naukowe na podstawie Index Fungorum. Nazwa polska według Władysława Wojewody.